# Михайлівка (Чортківський район)
Миха́йлівка — село в Україні, у Мельнице-Подільської селищної громади Чортківського району Тернопільської області. Розташоване на південному сході району. 
Населення — 583 особи (2003).

## Географія
Село розташоване на відстані 369 км від Києва, 115 км — від обласного центру міста Тернополя та 26 км від  міста Борщів.

## Історія
Перша писемна згадка — 1403 року.
До 2015 підпорядковане Кудринецькій сільраді.
12 червня 2020 року, відповідно до розпорядження Кабінету Міністрів України № 724-р «Про визначення адміністративних центрів та затвердження територій територіальних громад Тернопільської області» увійшло до складу Мельнице-Подільської селищної громади.
19 липня 2020 року, в результаті адміністративно-територіальної реформи та ліквідації Борщівського району, село увійшло до складу Тернопільського району.

## Населення

### Мова
Розподіл населення за рідною мовою за даними перепису 2001 року:
| Мова       | Кількість | Відсоток |
| ---------- | --------- | -------- |
| українська | 581       | 100%     |

## Пам'ятки
- церква Покрови Пресвятої Богородиці (1854, мур.),
- костьол (19 ст.),
- 3 каплички.
- пам'ятний хрест на честь скасування панщини,
- пам'ятник Матері (2004),
- символічна могила Борцям за волю України (2004).

## Соціальна сфера
Працюють загальноосвітня школа І ступеня, клуб, бібліотека, ФАЛ, ПАП «Михайлівка».

## Відомі люди
- Михайло Павлик — відомий український громадський діяч, письменник, публіцист; побував у місцевому монастирі[4].
- Дашкевич Іван Михайлович — помер у селі.[5]
- Митрополит Галицький і Львівський Андрей Шептицький — під час своїх відвідин Скало-Подільського деканату УГКЦ.

## Світлини

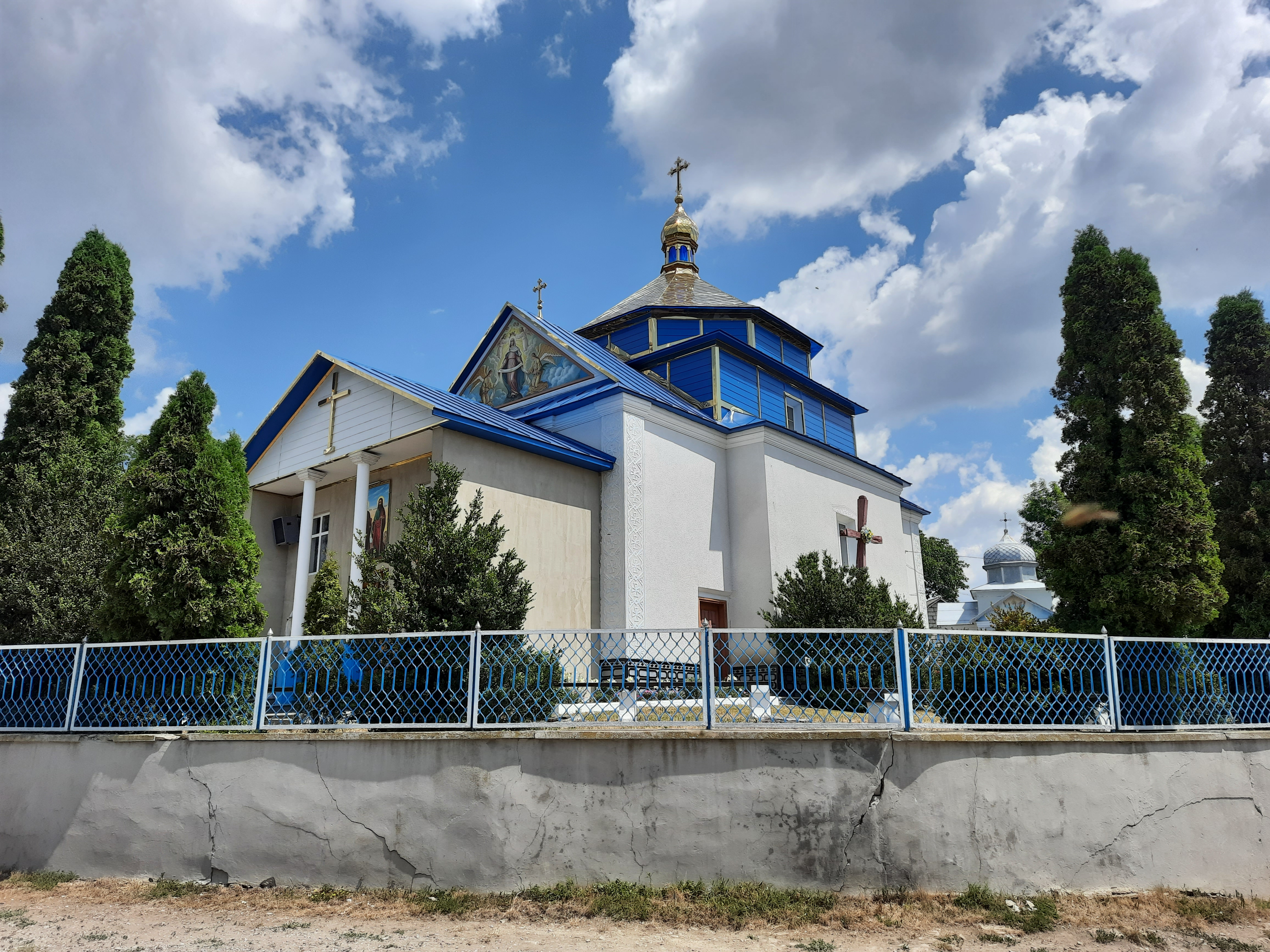
Церква Святої Покрови (1854р.)
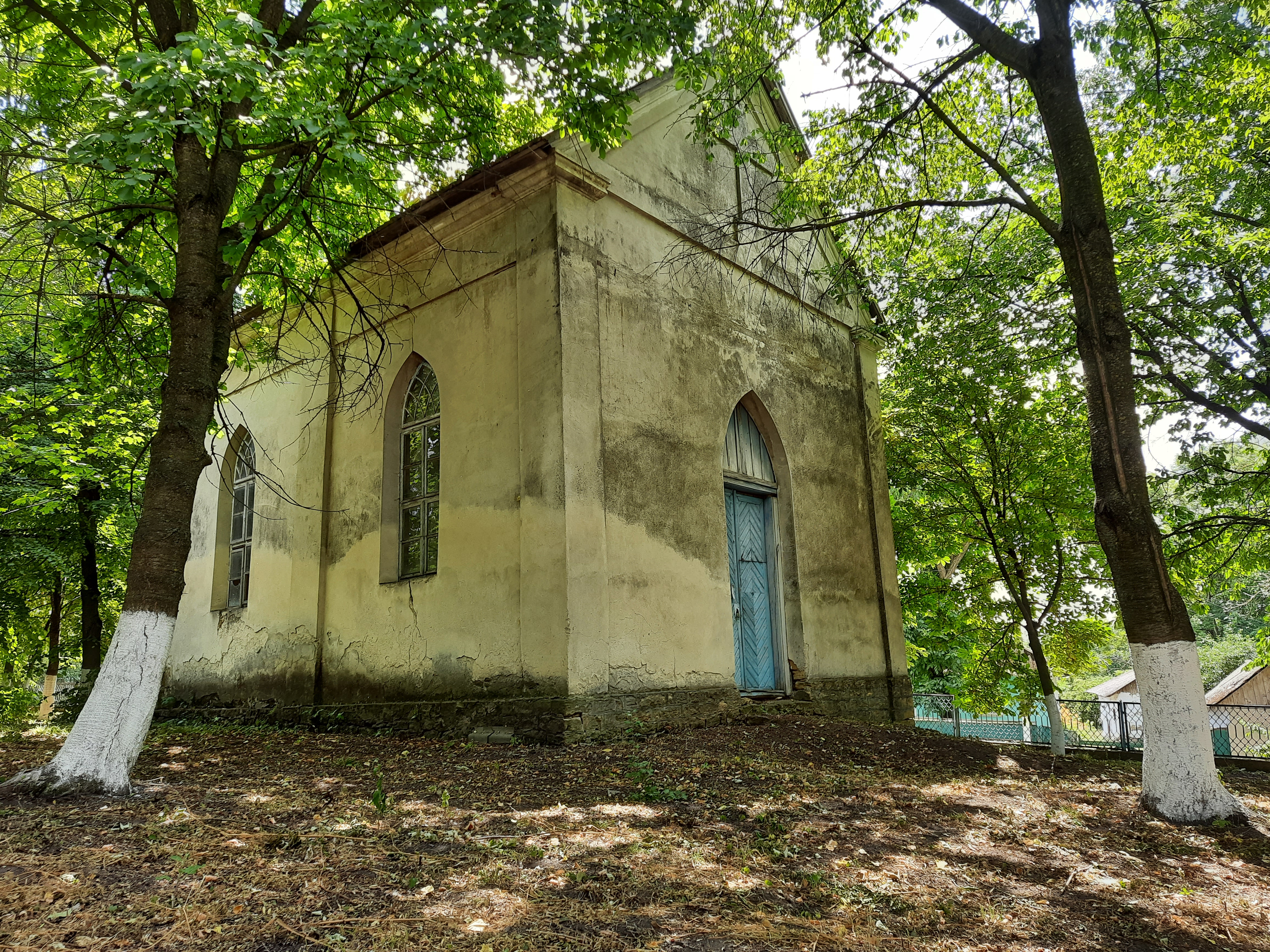
Костел (19 ст.)
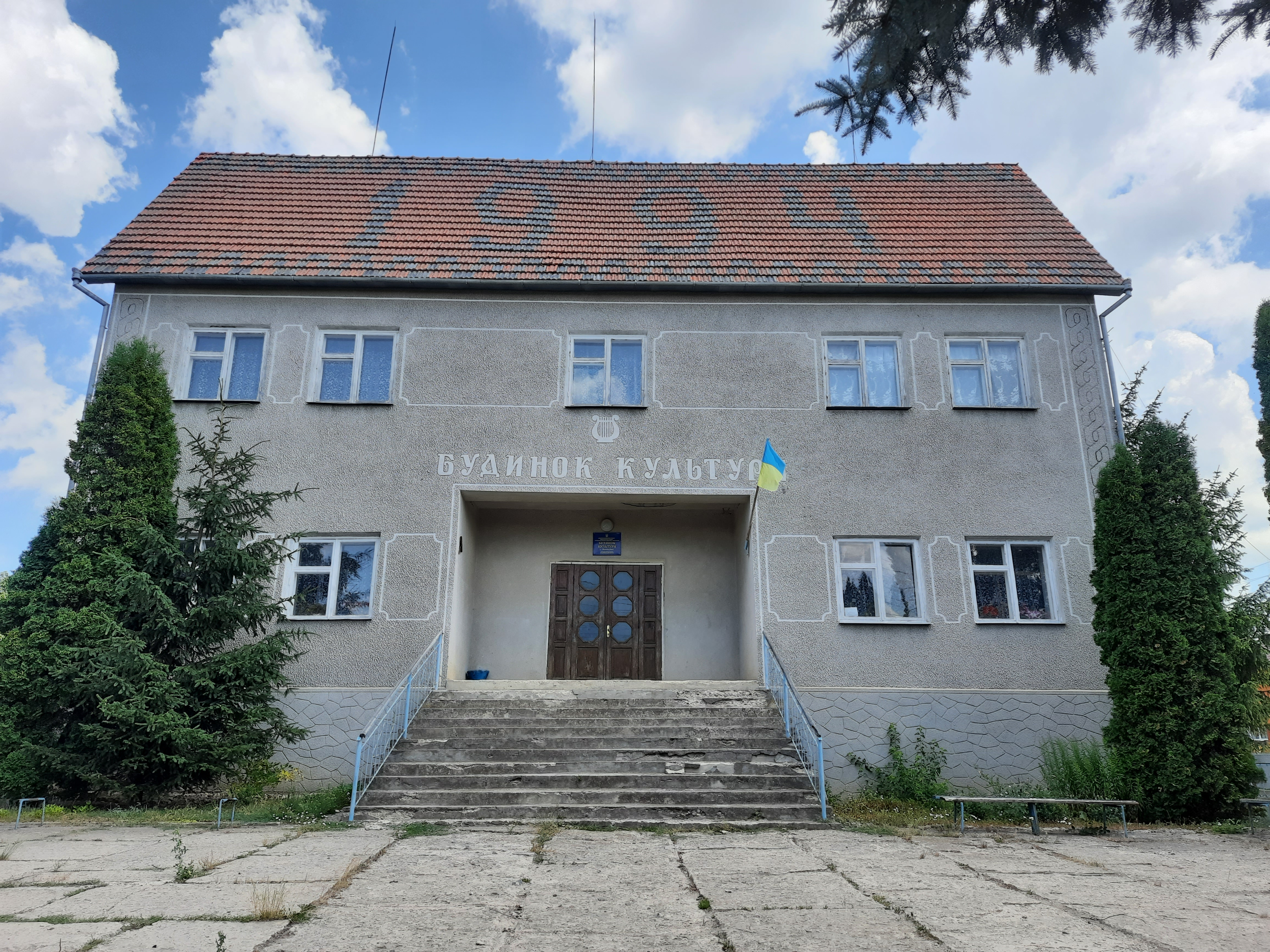
Будинок культури (1994р)
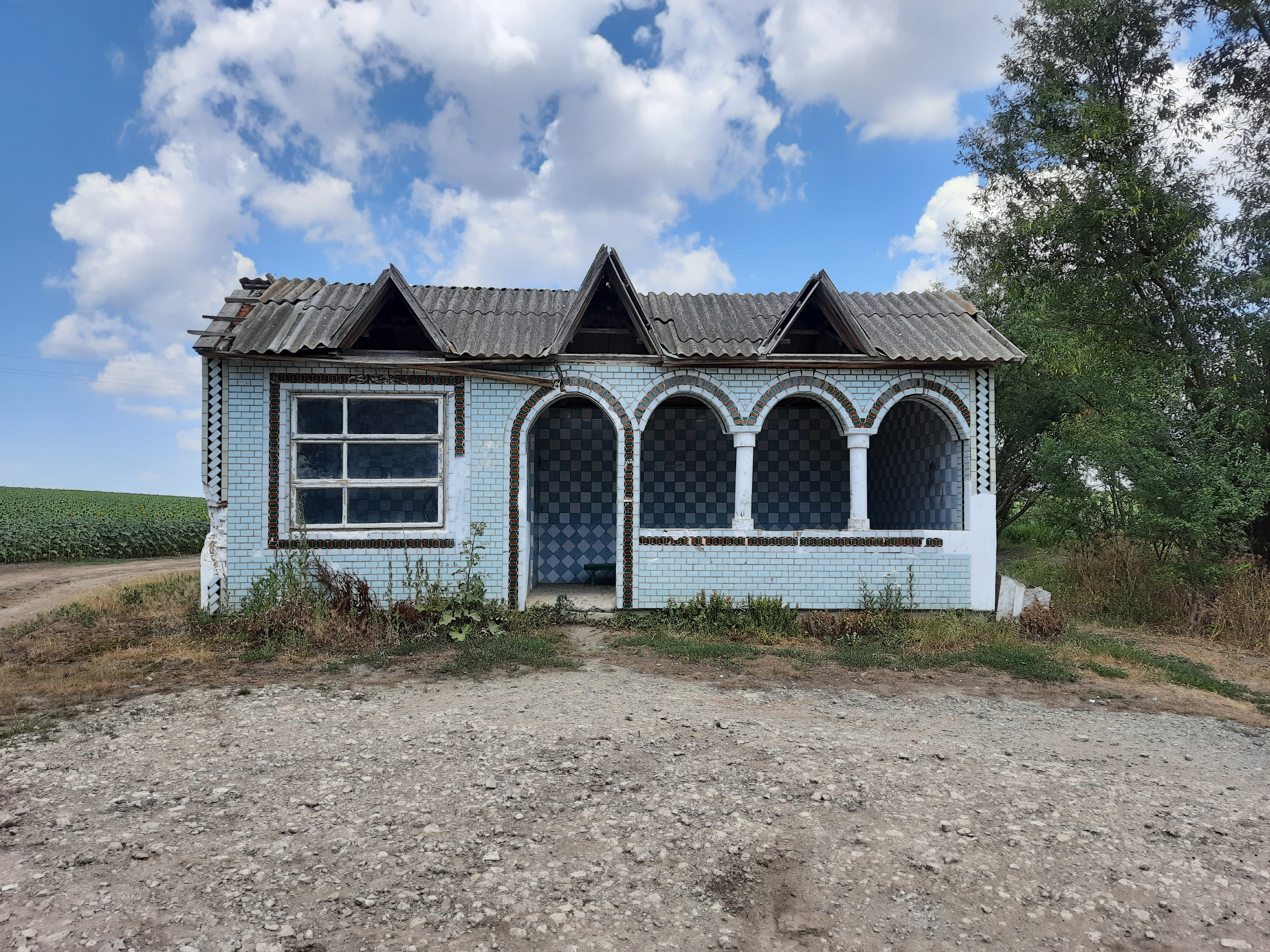
Автобусна зупинка біля села.